# آرایشگاه (فیلم)
«آرایشگاه» (انگلیسی: The Barbershop) یک فیلم به کارگردانی ویلیام کندی دیکسون است که در سال ۱۸۹۴ منتشر شد.